# Myripristis tiki
Myripristis tiki är en fiskart som beskrevs av Greenfield, 1974. Myripristis tiki ingår i släktet Myripristis och familjen Holocentridae. Inga underarter finns listade i Catalogue of Life.